# Terminalia acuminata
Terminalia acuminata là một loài thực vật thuộc họ Combretaceae. Đây là loài đặc hữu của Brasil.